# Kỳ giông lớn California
Kỳ giông lớn California (danh pháp: Dicamptodon ensatus) là một loài kỳ giông trong họ Dicamptodontidae. Đây là loài đặc hữu của tiểu bang California, Hoa Kỳ. Môi trường sống tự nhiên của chúng là rừng ôn đới, sông ngòi, hồ nước ngọt, và đầm nước ngọt.

## Mô tả
Kỳ giông lớn California có thể đạt tổng chiều dài 17-30,5 cm (6,7-12 inch). Như tất cả các loài kỳ nhông, nó có bốn ngón chân trên bàn chân trước và năm ngón chân trên bàn chân sau. Đuôi nó chiếm khoảng 40% tổng chiều dài của chúng và hẹp theo bề ngang. Đầu, lưng, và hai bên của kỳ nhông có một vạch màu cẩm thạch trên một nền màu nâu hoặc màu đồng sáng. Nó có một cái đầu lớn với một cái mõm giống như xẻng và nếp gấp của da trên cổ họng được gọi là lằn gular. Đôi mắt trung bình về kích thước và có một mống mắt đồng đốm và lỗ con ngươi lớn màu đen. Loài này là một trong số ít các loài kỳ nhông có khả năng phát ra âm thanh.
Con trưởng thành lên mặt đất tìm kiếm con mồi như ốc, ốc sên, xương sống khác, chuột nhỏ, chuột chù, có thể là loài bò sát, và các loài lưỡng cư nhỏ. Kỳ giông lớn California ăn thịt chuột chù nước Mỹ (Sorex palustris) và Thamnophis couchi.

## Sinh sản
Kỳ giông lớn California sinh sản từ tháng 3 đến tháng 5 với số lượng trứng đạt đỉnh vào tháng 5. Trứng được giấu vài mét bên dưới bề mặt nước trong, lạnh thường bên dưới những tảng đá và các mảnh vụn gỗ thô tại đáy suối. Con trưởng thành đôi khi ở gần tổ của chúng. Ấu trùng có thể bị mất mang ngoài và biến đổi để trưởng thành ở trên mặt đất sau 1 đến 2 năm. Nếu ở trong suối lâu năm, con trưởng thành có thể giữ lại mang và trưởng thành ở trong môi trường nước.